# Michał Basa
Michał Basa ps. „Mściciel” (ur. 4 września 1912 w Tarczku, zm. 12 października 1974 tamże) – polski żołnierz AK i BCh, działacz społeczny, pisarz i poeta ludowy.

## Życiorys

### Dzieciństwo i młodość
Urodził się w rodzinie chłopskiej jako siódme dziecko Tomasza i Marianny Basów. Czternastoosobowa rodzina zamieszkiwała jednoizbowy dom z sienią i komorą.
W dzieciństwie był świadkiem szalejącej epidemii tyfusu, na który zmarło pięcioro jego rodzeństwa. Z powodu choroby naukę rozpoczął dopiero w dziewiątym roku życia w szkole podstawowej w Bodzentynie.
Po skończeniu szkoły pracował z ojcem w rodzinnym gospodarstwie. Wkrótce wspólnie z przyjaciółmi założył Koło Związku Młodzieży Rzeczypospolitej Polskiej „Wici” i został jego sekretarzem, a następnie wiceprezesem. Założył amatorski zespół teatralny, który brał udział w różnego rodzaju przeglądach i konkursach. W teatrze tym odbywały się premiery sztuk pisanych przez Michała Basę – „Żywot świętej Genewy”, „Przez karczmę do nędzy”, „Z łez i niedoli rodzi się poświęcenie”, „Nowomodna choroba” czy „Szumiał dębowy las”.
Po skończeniu służby wojskowej i powrocie do domu zabrał się do prac politycznych i społecznych. Wznowił działalność amatorskiego zespołu teatralnego, w którym pełnił funkcję kierownika, reżysera i scenografa. Był prezesem w „Wiciach”, założycielem i sekretarzem pierwszego w regionie Kółka Rolniczego, członkiem Stronnictwa Ludowego „Wyzwolenie”, adiutantem Ochotniczej Straży Pożarnej w Tarczku.

### II wojna światowa
Podczas mobilizacji pozostał rezerwistą, otrzymał jednak wezwanie na stawienie się w 8 pułku ułanów śląskich celem odbycia ćwiczeń wojskowych rezerwy.
Po bitwie pod Iłżą, wspólnie z wiciowcami, którzy nie zostali zmobilizowani, zaczął zbierać broń w terenie i ją konserwować. W połowie listopada 1939 roku wstąpił do Związku Walki Zbrojnej. Wspólnie z kolegą Wojteczkiem zorganizował dwie drużyny.
22 czerwca 1943 roku został aresztowany wraz z bratem Janem przez zmotoryzowany oddział Alberta Schutzera – przeznaczony do zwalczania polskiej partyzantki i polskiego ruchu oporu. Został jednak zwolniony, by mógł przyprowadzić swojego najstarszego brata Stanisława ps. „Małuja” – przywódcę VII oddziału Batalionów Chłopskich, czego nie zrobił. Jan po tygodniu ciężkich tortur został zamordowany.
Michał Basa postanowił pomścić śmierć brata i pod pseudonimem „Mściciel” wstąpił do oddziału Armii Krajowej, dowodzonego przez Jana Piwnika ps. „Ponury”. Został przydzielony do plutonu inspektora podporucznika „Jacka”, którego głównym zadaniem była obrona radiostacji. Brał czynny udział w 58 akcjach bojowych m.in.: rozbrojeniu na lotnisku w Masłowie dwudziestoosobowego oddziału niemieckiego. Za czyn ten został odznaczonym Krzyżem Srebrnym Orderu Virtuti Militari. Obszerne relacje z wydarzeń bojowych opisał w książce Opowiadania partyzanta.
Zimą 1944 roku po rozpadzie oddziału „Ponurego” przeszedł do oddziału „Wybranieccy” pod dowództwem „Barabasza”. Od maja do grudnia tegoż roku działał w plutonie ochrony radiostacji, w którym był zastępcą plutonowego. W leśnych bitwach wsławił się odwagą i brawurą. Awansował do stopnia dowódcy drużyny i dowódcy plutonu. Towarzysze broni mianowali go partyzanckim poetą. Powiadano, że nosił zawsze karabin i zeszyt, w którym pisał wiersze i piosenki.
Jesienią 1944 roku razem z trzema kolegami ukryli na polu w Tarczku większą ilość broni ręcznej i maszynowej. Na skutek zdrady partyzanta o pseudonimie „Grab” Niemcy odkryli schron. Aresztowano Michała Basę wraz z dwoma wtajemniczonymi kolegami i całą trójkę zabrano do Nowej Słupi. Stamtąd z większą grupą aresztowanych przewieziono do obozu Lamsdorf. Uratowały ich warunki, na jakich została podpisana kapitulacja powstania warszawskiego, gdyż jako żołnierze Polskiej Armii Podziemnej zostali potraktowani jako jeńcy wojenni i osadzeni w stalagu, a nie w obozie koncentracyjnym. Gdy front zaczął się zbliżać, Niemcy postanowili zlikwidować jeńców, jednak uratował ich nalot, w czasie którego wmieszali się w grupę powstańców warszawskich. W czasie ewakuacji obozu w Sudety Michał Basa zbiegł. Ostatnie trzy miesiące wojny spędził w Ulesdorfie, po czym powrócił do Tarczka.

### Działalność po II wojnie światowej
Po wojnie pracował jako prezes kółka rolniczego, radny Gromadzkiej Rady Narodowej i Powiatowej Rady Narodowej, kierownik zespołu artystycznego, skarbnik w Zjednoczonym Stronnictwie Ludowym, członek Towarzystwa Ludoznawczego w Kielcach, sekretarz terenowy koła ZBoWiD, członek i założyciel Międzywojewódzkiego Klubu Pisarzy Ludowych w Lublinie, a następnie członek Zarządu Głównego Stowarzyszenia Twórców Ludowych.
M. Basa był również znany jako recytator swoich wierszy na wielu spotkaniach autorskich i festiwalach, autor gadek ludowych i przyśpiewek. Zadebiutował w 1966 roku na łamach „Kameny”. Od tego czasu publikował w antologiach poezji ludowej, pismach centralnych i regionalnych.
Otrzymał pierwszą nagrodę za „Opowiadania partyzanta”, w konkursie miesięcznika „Literatura Ludowa”. Opowiadanie kilkakrotnie przedstawiano w audycjach radiowych.
Zmarł po ciężkiej chorobie w 1974.
Dopiero pośmiertnie w 1984 roku pojawiły się dwie jego pozycje książkowe: wspomnienia wojenne pt. Opowiadania partyzanta i ponad 160 wierszy w tomie pt. „Tobie ziemio”.

## Ordery i odznaczenia
- Krzyż Partyzancki
- Krzyż Srebrny Orderu Virituti Millitari
- Złoty Krzyż Zasługi
- Krzyż Oficerski Orderu Odrodzenia Polski
- Odznaka Zasłużony Działacz Kultury